# Lounge Lounge
Lounge Lounge（ラウンジ ラウンジ）とは、かつて存在したドールに特化したソーシャル・ネットワーキング・サービス（SNS）である。日記や文章などではなく自分が着せかえたドールの写真を投稿し、コミュニケーションを図る。

## 概要
ブライスが趣味のリーウェイの社員であるデザイナーがpixiv・fgをモデルに考案し、ドールに特化したSNSとして2010年7月1日にベータテスト公開。
投稿・閲覧共にユーザー登録を必要とする会員制であるが登録は誰でも可能。基本的な利用は全て無料である。
Lounge Loungeのコンセプトは、スーパードルフィー、リカちゃん人形、ジェニー、ティモテ、プーリップ、ブライス、日本人形、ブラウニー、アゾン、モモコドール、リーノドール等、植毛されている、可動部分あり、衣装の着せ替えを行えるドールの写真を投稿することである。
マイフレ（友達登録）や掲示板などのコミュニケーションに必要な標準的な機能が実装されているが、多くのSNSに見られる日記・足跡（閲覧履歴）などの機能はない（未実装ではなく実装されたOpenPNEをカスタマイズし、必要ない機能は外してある。）一方で、他の利用者のドール画像を利用者自身のページに保存できる「ブックマーク」、他人からの自分のドールに対する反応がわかる「10段階評価」をメインに、気軽に作者の作品へのコミュニケーションが図れる機能が発達している。閲覧数・10段階評価・コメント・ブックマーク表示（users）などでの作品への反応がリアルタイムにページに反映され投稿者に伝わる。これらの数値は作品表示や作品管理画面などにも表示され、マイページにランキング化される。
ドール写真にタイトルや説明等の情報を添えアップロードするだけで自動的に自分の画像のページに反映される。保存された写真はタグ検索やメンバー検索、画像検索、ブックマークを通じ閲覧され続けることになる。